# Ramiz Alia

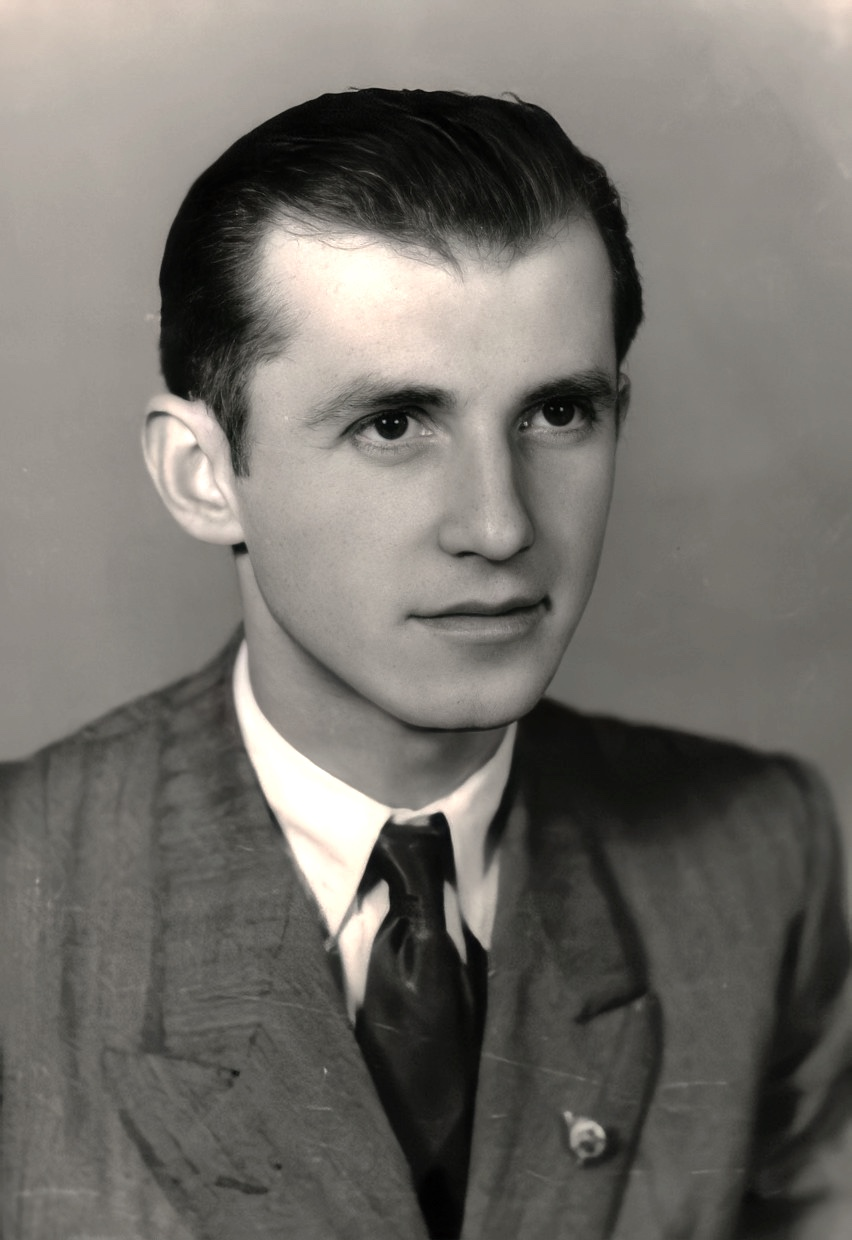
Ramiz Alia (1950)

Ramiz Tafë Alia (* 18. Oktober 1925 in Shkodra; † 7. Oktober 2011 in Tirana) war ein albanischer Politiker. Er war der letzte Staatschef der Sozialistischen Volksrepublik Albanien.

## Leben
Alia wurde im Oktober 1925 in Shkodra in eine arme muslimische Familie geboren, die später nach Tirana umzog.
1939/1940 war er Mitglied einer faschistischen Jugendorganisation, wandte sich aber bald den Kommunisten zu, weshalb er auch kurz inhaftiert wurde. Albanien war von April 1939 bis zum Waffenstillstand von Cassibile (1943) von italienischen Truppen besetzt.
Alia wurde 1943 Mitglied der Kommunistischen Partei. Nach Tätigkeit als Partisan erfolgte 1944 sein Einsatz in der Nationalen Befreiungsarmee. 1948 wurde Alia Mitglied des Zentralkomitees der Partei der Arbeit Albaniens, 1950 Mitglied des albanischen Parlaments. Von 1952 bis 1954 studierte Alia an der Parteihochschule der KPdSU in Moskau. Nachdem er bereits 1956 Kandidat des Politbüros und 1960 Sekretär des Zentralkomitees der Partei der Arbeit (Ideologische Fragen) wurde, rückte er schließlich 1961 zum Vollmitglied in das Politbüro des Zentralkomitees auf. 1951 bis 1955 war Alia Mitglied des Präsidiums der Nationalversammlung und anschließend bis 1958 Minister für Erziehung und Kultur. 1958 wurde er Vorsitzender der Kommission für Auswärtige Angelegenheiten der Nationalversammlung und 1967 Vize-Präsident des Generalrates der Nationalen Front. Am 22. November 1982 wurde Alia als Nachfolger von Haxhi Lleshi neben seinen Parteifunktionen zusätzlich zum Vorsitzenden des Präsidiums der Nationalversammlung gewählt und übte dadurch die Funktion eines Staatsoberhauptes aus. Obwohl dieses Amt nur repräsentativen Zwecken diente, war Alia der zweitmächtigste Mann des Landes, da er gleichzeitig die wichtige Funktion des Sekretärs der Zentralkomitees der herrschenden Partei der Arbeit ausübte und somit Stellvertreter des Diktators Enver Hoxha war.
Nach Hoxhas Tod am 11. April 1985 übernahm Alia das Amt des 1. Sekretärs der Partei der Arbeit Albaniens.
Nach dem Sturz des Kommunismus gewann die Partei der Arbeit am 31. März 1991 die erste Mehrparteienwahl. Alia trat von seinen Parteiämtern zurück und wurde am 30. April 1991 zum Staatspräsidenten gewählt. Im März 1992 gewann die Opposition die vorgezogene Neuwahl. Alia trat am 3. April 1992 von seinem Amt zurück und verabschiedete sich aus der aktiven Politik. Sein Nachfolger wurde Sali Berisha (PD).
Alia schrieb weiterhin Artikel, besuchte Veranstaltungen in Tirana und wurde zu einem respektierten Elder Statesman.
Er starb 2011 kurz vor seinem 86. Geburtstag an einer Lungenerkrankung.

## Publikationen
- Fjalime e biseda [„Ansprachen und Gespräche“], 7 Bände; Tirana, 1986–1990.
- Shqipëria ime: unë dhe Ramiz Alia [„Mein Albanien“], Gespräch mit Januz Januzaj; Tirana, 2012.
- Der Leninismus – Kampf- und Siegesbanner. Verlag „Naim Frashëri“, Tirana, 1970.
- Die albanische Liga von Prizren. Ein hervorragendes Kapitel unserer Geschichte, die unser Volk mit seinem Blut geschrieben hat. Verlag „8 Nëntori“, Tirana, 1978.
- Die Revolution, eine Frage, die zur Lösung ansteht. Verlag „8 Nëntori“, Tirana, 1978.
- Albanien wird stets auf dem Weg des Sozialismus vorwärtsschreiten. Verlag „8 Nëntori“, Tirana, 1985.
- Bericht über die Tätigkeit des Zentralkomitees der Partei der Arbeit Albaniens und die Aufgaben für die Zukunft, erstattet auf dem 9. Parteitag der PAA, 3. November 1986. Verlag „8 Nëntori“, Tirana, 1986.